# Крестовоздвиженская часовня (Сидоровская)
Крестовоздвиженская часовня - православная часовня в деревне Сидоровская Каргопольского района Архангельской области.

## История
Деревянная клётская часовня с главкой на двухскатной крыше и звонницей. В советское время закрыта, пришла в ветхость, поддерживалась силами местных жителей. В 2009-2010 восстановлена силами участников проекта «Общее дело».